# Gasthaus Löwen (Hohenems)

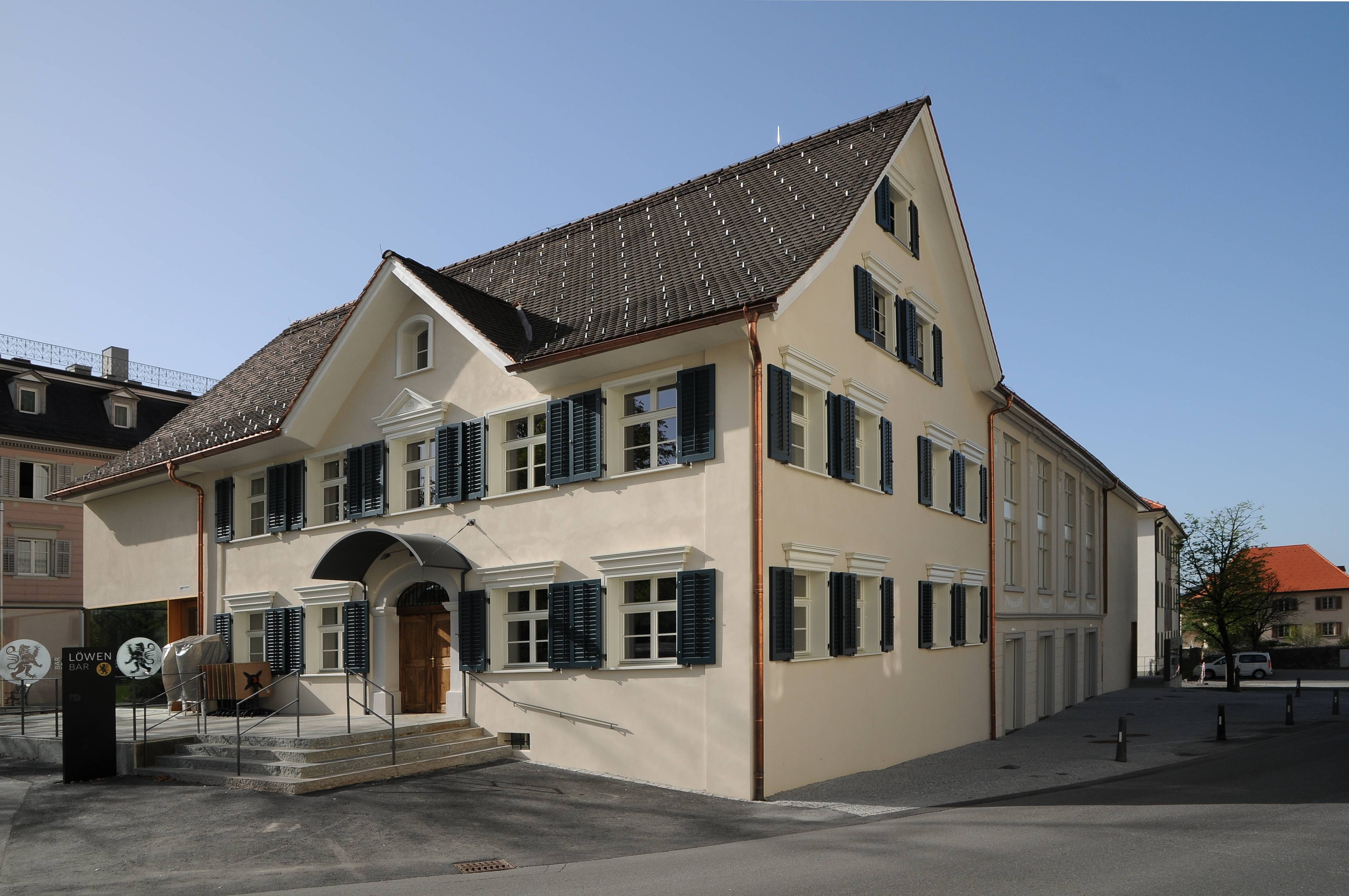
Gasthaus Löwen in Hohenems vom Palast aus gesehen

Das Gasthaus Löwen (auch Gasthaus zum Löwen) in Hohenems in Vorarlberg im Bezirk Dornbirn steht im Stadtteil Markt, direkt dem Palast und der Kirche St. Karl-Borromäus gegenüber, zentral am Schlossplatz. Das Gebäude wurde Anfang 19. Jahrhundert zum Zweck des Betriebs eines Gasthauses errichtet. Es war zum Errichtungszeitpunkt das erste Gasthaus am Schlossplatz.

## Geschichte

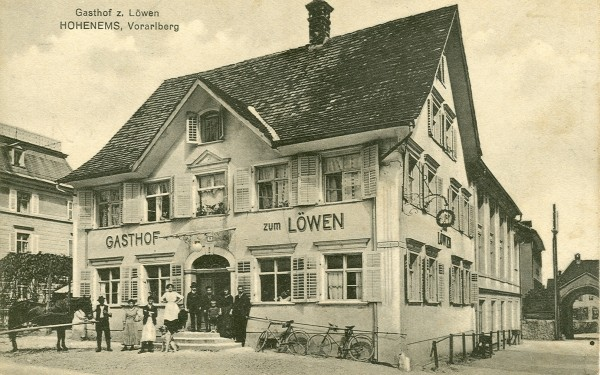
Das Gasthaus in einer alten Ansicht und noch ohne den westseitigen Zubau

Unter dem Landammann Georg Josef Streicher war 1768/1769 die Hohenemser Poststation errichtet worden, die 1772 vom Postmeisters Johann Josef Waibel betrieben wurde und die dieser 1806 an seinen Sohn Karl Josef Waibel abtrat. Am 30. Jänner 1806 hatte Pfarrer Josef Fetz von seinem sogenannten „Küllgarten“ ein Stück auf der südlichen Seite in dem Ausmaßen achtzig Schuh breit und 126 Schuh lang um 700 Gulden an Johann Baptist Streicher, den Schwager des Postmeisters Waibel, verkauft. Dieses Grundstück gelangte bald in den Besitz des Postmeisters Waibel, der am 1. April 1806 die Bewilligung zum Bau eines neuen Hauses vom Landgericht in Dornbirn erhielt.
Der Zeitpunkt der Errichtung fällt in den Zeitraum, als durch den Frieden von Pressburg Vorarlberg an das Königreich Bayern abgetreten war (1806 bis 1814).
1822 suchte Johann Baptist Waibel um die Errichtung einer Bierbrauerei an, die am 14. September 1822 erteilt wurde. Die Bierbrauerei wurde jedoch nicht realisiert.
1827 wurde das Gasthaus an Andrä Peter um 6000 Gulden verkauft. Dieser verkaufte es 1850 an seinen Sohn Alois Peter (Bürgermeister von Hohenems von 1859 bis 1861).
Seit 1965 ist Gasthaus im Eigentum der Stadt Hohenems. 2002 wurde der Abriss erwogen. 2011 wurde das Gebäude – nach längeren Diskussionen – generalsaniert.

## Architektur

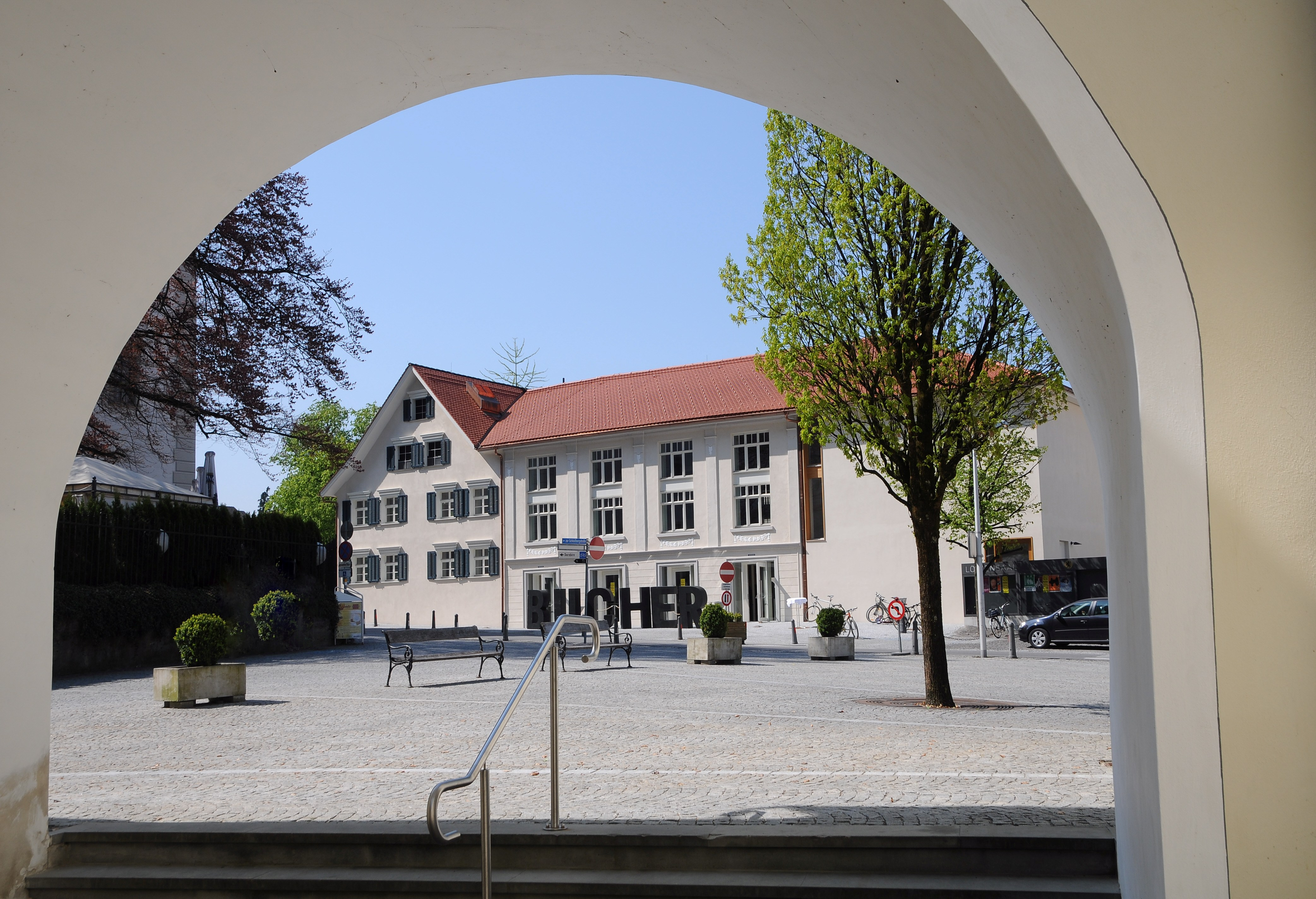
Von der Kirche St. Karl-Borromäus aus gesehen

Das Bauwerk (etwa 435 m ü. A.) stammt im Kern aus dem Jahr 1807. Das als Gasthaus dienende Haus besitzt zwei Stockwerke und einen doppelten Dachstock und ist etwa 12 bis 15 m hoch (Gelände abfallend). Ein Zwerchgiebel ist zum Schlossplatz ausgerichtet. Das Rundbogenportal soll aus dem Anfang des 19. Jahrhunderts stammen (unsichere Datierung). Oberhalb der Fenster befinden sich teilweise Klebedächer bzw. Vordächer. Das Dach des Gasthauses ist mit Biberschwanzziegeln eingedeckt. Das südostseitige Hauseck, dass teilweise wegen der Verkehrsführung in den 1950/1960er Jahren entfernt wurde, wurde bei der Renovierung 2011 wieder ausgeführt und der ursprüngliche optische Zustand weitgehend wieder hergestellt.
Es besteht nach Norden ein dreigeschoßiger Anbau mit Pilastergliederung und Festonschmuck mit sezessionistischem Einfluss. Die beiden Gebäuden sind direkt aneinandergebaut, jedoch ist lediglich die Dachtraufe auf gleicher Ebene.